# Agrale

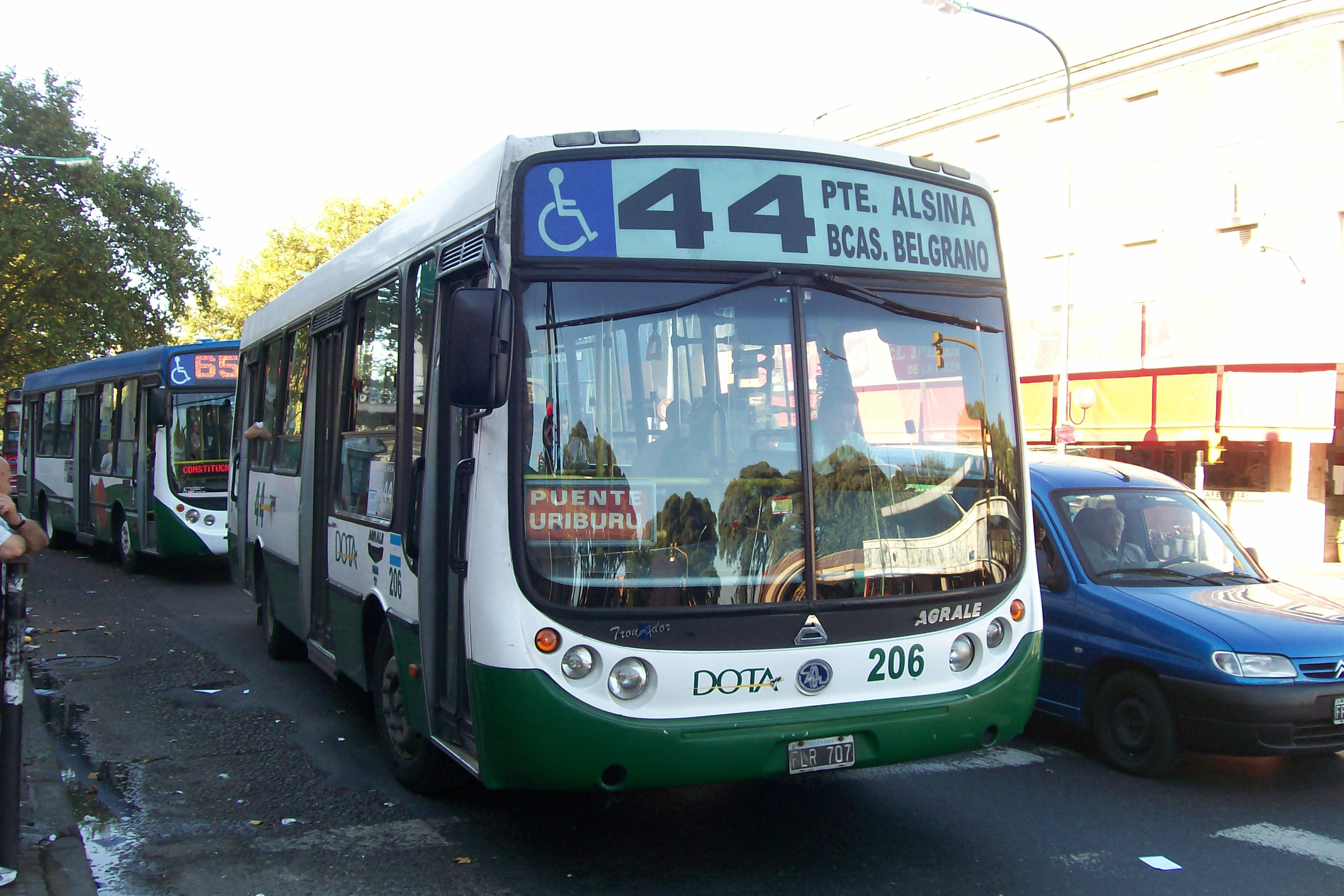
Автобус Agrale

Agrale — бразильская фирма из Кашиас-ду-Сул, производящая небольшие грузовые автомобили, автобусы и сельскохозяйственную технику.
Грузовики Agrale стали базой для автобусов средней вместимости, которые предлагаются сразу в нескольких исполнениях по 1200—1500 штук в год.
Под автобусы фирма выбрала свою вторую грузовую серию полной массой 6,8-7,0 т, включающую простые лонжеронные шасси МА-7,0 и МА-7,5Т с местом водителя, расположенным над рядным 4-цилиндровым 4,3-литровым дизельным двигателем продольного расположения MWM мощностью 95 л. с. (в варианте с турбонаддувом — 122 л. с.). Коробка передач Eaton — механическая 5-ступенчатая, подвеска — на параболических и полуэллиптических рессорах, рулевой механизм ZF — с гидроусилителем. На таких шасси местная кузовная фирма Marcopolo S.A. предлагает серию достаточно элегантных автобусов серии Senior полной массой 7,0 т и общей вместимостью до 31 пассажира.
На стандартном шасси с колесной базой 3500 мм она выпускает автобусы Senior длиной 6,6 м и габаритной шириной 2240 мм для местного сообщения и туристских поездок. Они снабжены одной или двумя боковыми распашными или двухстворчатыми дверями, задней подъёмной панелью грузового отсека и индивидуальными сиденьями на 21-27 пассажиров.
На шасси с колесной базой 3900 и 4200 мм выпускаются рейсовые городские, туристские и школьные автобусы длиной 8,0 м с одной двухстворчатой боковой дверью шириной 820—1250 мм и сдвоенными сиденьями на 30-31 место. По заказу некоторые модели комплектуются кондиционером и минибаром. Автобусы способны буксировать прицепы массой до 3 т и развивать максимальную скорость 120 км/ч.